# Bloqueig de color-sabor
El bloqueig de color-sabor (BCS) (en anglès, Color-flavor locking, CFL) és un fenomen que s'espera que es produeixi en matèria estranya d'alta densitat, una forma de matèria de quark. Els quarks formen parells de Cooper, les propietats de color dels quals es correlacionen amb les seves propietats de sabor en una correspondència un a un entre tres parells de colors i tres parells de sabors. Segons el model estàndard de física de partícules, la fase de color-sabor bloquejat és la fase de més alta densitat de la matèria de color de tres sabors.

## Parell de Cooper amb sabor-color
Si cada quark es representa com {\displaystyle \psi _{i}^{\alpha }}, amb índex de color {\displaystyle \alpha } prenent els valors 1, 2, 3 corresponents a vermell, verd i blau, i l'índex de sabor {\displaystyle i} prenent els valors 1, 2, 3 corresponents a amunt (quark u), avall (quark d) i estrany (quark s) aleshores el patró de color de la combinació de Cooper és
{\displaystyle \langle \psi _{i}^{\alpha }C\gamma _{5}\psi _{j}^{\beta }\rangle \propto \delta _{i}^{\alpha }\delta _{j}^{\beta }-\delta _{j}^{\alpha }\delta _{i}^{\beta }=\epsilon ^{\alpha \beta A}\epsilon _{ijA}}
Això vol dir que un parell de Cooper d'un quark u i un quark d ha de tenir colors vermell i verd, i així successivament. Aquest patró d'aparellament és especial perquè deixa un gran grup de simetria ininterrompuda.

## Propietats físiques
La fase BCS té diverses propietats notables.
- Trenca la simetria quiral.
- És un superfluid.
- És un aïllant electromagnètic, en el qual hi ha un fotó «rotat», que conté una petita barreja d'un dels gluons.
- Té les mateixes simetries que la matèria hiperònica prou densa.

Hi ha diverses variants de la fase BCS, que representen distorsions de l'estructura d'aparellament en resposta a tensions externes, com ara una diferència entre la massa del quark d i la massa dels quarks u i d.